# Trefärgstryck

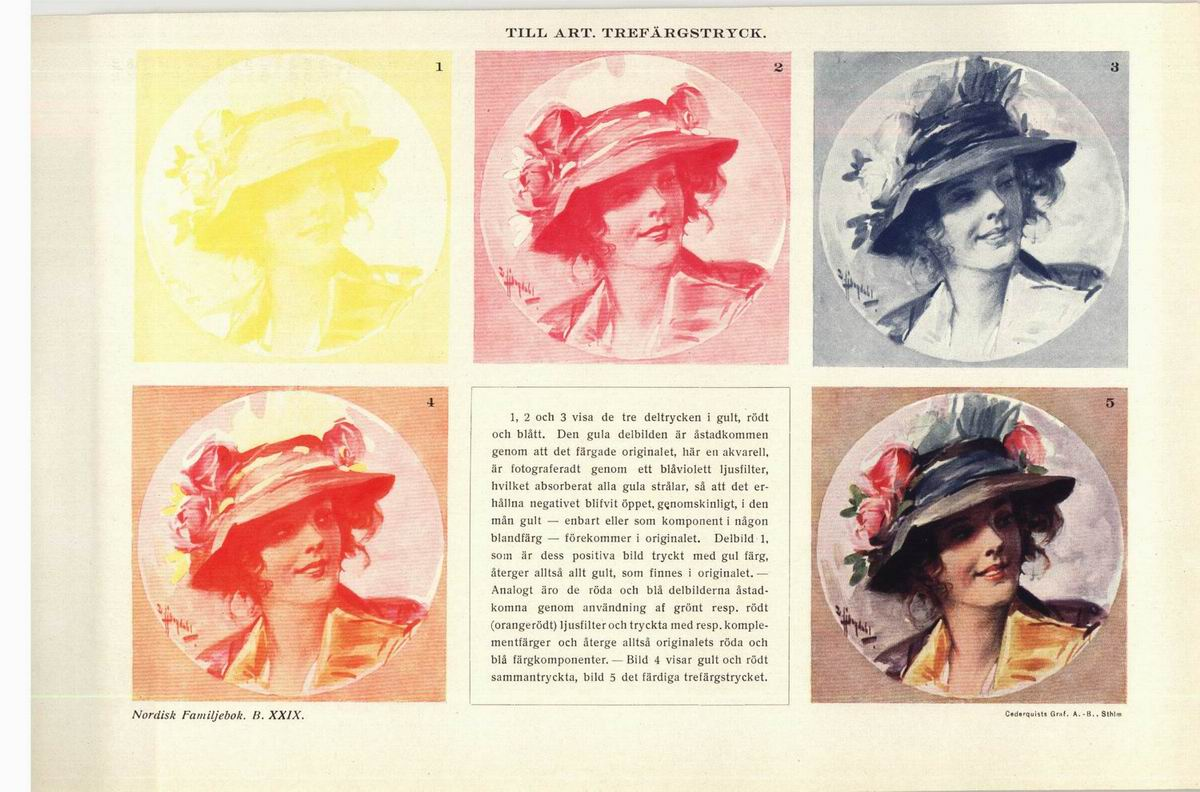
Trefärgstryck

Trefärgstryck är ett äldre, grafiskt, vanligen fotomekaniskt, tryckförfarande för framställning av polykroma reproduktioner till bokillustrationer och dylikt. Trefärgstrycket grundar sig på det faktum att man genom blandning (tryckning över varandra) av de tre färgerna gult, rött och blått kan erhålla alla i naturen förekommande färgtoner och färgnyanser. Trefärgstryck kan också betyda tryck där man använder svart och två dekorfärger. Numera används i allmänhet fyrfärgstryck (CMYK) istället för trefärgstryck i den första betydelsen, med en ytterligare nyckelfärg (svart) för att framförallt förstärka kontrasten i bilderna.
Vid trefärgstryckets praktiska utförande gäller det först att dela upp föremålets olika färger i dessa tre, så att tre delbilder erhålls, efter vilka sedan de för de olika färgerna avsedda tryckformarna framställas. Denna uppdelning sker numera alltid på litografisk väg på så sätt att man, under användning av pankromatiska plåtar, fotograferar föremålet tre gånger genom tre olika ljusfilter, som vart och ett fullständigt absorberar den färg, med vilken den motsvarande delbilden sedan ska tryckas. Man uppnår detta genom att vid fotograferingen använda till tryckfärgen komplementärt färgade ljusfilter. Delbilden för det gula trycket tas sålunda genom ett blåviolett ljusfilter, som absorberar alla gula strålar; delbilden för det röda trycket tas genom ett grönt filter, som absorberar de röda strålarna, och delbilden för det blå trycket genom ett rött (orangerött) filter, som absorberar de blå strålarna. Genom nämnda procedur erhållas tre negativa delbilder i svart och vitt, som var och en motsvarar en av de tre färgkomponenterna. Efter dessa delnegativ framställs genom någon fotomekanisk reproduktionsmetod (autotypi, ljustryck, fotogravyr etc.) tre positiva tryckformar, som sedan trycks över varandra med respektive färger, varigenom, på grund av subtraktiv färgblandning, en reproduktion i originalets färger erhålls. Utom de tre enkla grundfärgerna, gult, rött och blått, erhålls sålunda alla blandfärger; gult och rött ger orange, gult och blått ger grönt, rött och blått ger violett; svart erhålls, då alla tre färgkomponenterna i full intensitet blandas; genom att de olika färgkomponenterna i högre eller mindre grad ingår, erhålls dessutom alla olika färgtoner och färgnyanser.
Trefärgstrycket var känt redan på 1700-talet, då de på manuell väg framställda delbilderna trycktes med hjälp av något av de då kända grafiska tryckförfarandena. Först i förening med fotografiers och de fotomekaniska reproduktionsmetodernas utveckling fick emellertid trefärgstrycket praktisk betydelse. Principen för det fotografiska trefärgstrycket angavs av James Clerk Maxwell 1861 och utvecklades under senare hälften av 1860-talet av bland andra Charles Gros och Ducos du Hauron; den sistnämnde utföre tester med gott resultat. Tillfredsställande resultat erhölls emellertid först sedan H.W. Vogel 1873 upptäckt de optiska sensibilisatorerna, och på 1880-talet framställde E. Albert i München med hjälp av ljustryck utmärkta trefärgstryck. 